# Chris Rea/Diskografie
Diese Diskografie ist eine Übersicht über die musikalischen Werke des britischen Musikers Chris Rea. Den Schallplattenauszeichnungen zufolge hat er bisher mehr als 16,9 Millionen Tonträger verkauft, davon alleine in seiner Heimat über 7,1 Millionen. Seine erfolgreichste Veröffentlichung ist das Album The Road to Hell mit über drei Millionen verkauften Einheiten.

## Alben

### Studioalben
| Jahr | Titel                                                     | Höchstplatzierung, Gesamtwochen, AuszeichnungChartplatzierungen (Jahr, Titel, Platzierungen, Wochen, Auszeichnungen, Anmerkungen) | Höchstplatzierung, Gesamtwochen, AuszeichnungChartplatzierungen (Jahr, Titel, Platzierungen, Wochen, Auszeichnungen, Anmerkungen) | Höchstplatzierung, Gesamtwochen, AuszeichnungChartplatzierungen (Jahr, Titel, Platzierungen, Wochen, Auszeichnungen, Anmerkungen) | Höchstplatzierung, Gesamtwochen, AuszeichnungChartplatzierungen (Jahr, Titel, Platzierungen, Wochen, Auszeichnungen, Anmerkungen) | Höchstplatzierung, Gesamtwochen, AuszeichnungChartplatzierungen (Jahr, Titel, Platzierungen, Wochen, Auszeichnungen, Anmerkungen) | Anmerkungen |
| Jahr | Titel                                                     | DE | AT | CH | UK | US | Anmerkungen |
| ---- | --------------------------------------------------------- | --- | --- | --- | --- | --- | --- |
| 1978 | Whatever Happened to Benny Santini?                       | — | — | — | — | US49 Gold · (12 Wo.)US | Erstveröffentlichung: 23. April 1978 Produzent: Gus Dudgeon                                                                  |
| 1979 | Deltics                                                   | — | — | — | UK54 (3 Wo.)UK | — | Erstveröffentlichung: 21. März 1979 Produzent: Gus Dudgeon                                                                   |
| 1980 | Tennis                                                    | — | — | — | UK60 (1 Wo.)UK | — | Erstveröffentlichung: 1. März 1980 Produzent: Chris Rea                                                                      |
| 1982 | Chris Rea                                                 | — | — | — | UK52 (4 Wo.)UK | — | Erstveröffentlichung: 3. Februar 1982 Produzenten: Chris Rea, Jon Kelly                                                      |
| 1983 | Water Sign                                                | DE30 (13 Wo.)DE | — | — | UK64 (2 Wo.)UK | — | Erstveröffentlichung: März 1983 Produzenten: Chris Rea, Dave Richards                                                        |
| 1984 | Wired to the Moon                                         | DE17 (25 Wo.)DE | — | — | UK35 (7 Wo.)UK | — | Erstveröffentlichung: 20. April 1984 Produzenten: Chris Rea, Dave Richards                                                   |
| 1985 | Shamrock Diaries                                          | DE12 Gold · (46 Wo.)DE | — | CH18 (5 Wo.)CH | UK15 Silber · (14 Wo.)UK | — | Erstveröffentlichung: März 1985 Produzenten: Chris Rea, Dave Richards                                                        |
| 1986 | On the Beach                                              | DE2 Gold · (37 Wo.)DE | AT20 (2 Wo.)AT | CH10 (15 Wo.)CH | UK11 Platin · (48 Wo.)UK | — | Erstveröffentlichung: 14. April 1986 Produzenten: Chris Rea, Dave Richards                                                   |
| 1987 | Dancing with Strangers                                    | DE5 Gold · (33 Wo.)DE | AT13 (10 Wo.)AT | CH7 (9 Wo.)CH | UK2 Platin · (46 Wo.)UK | — | Erstveröffentlichung: 14. September 1987 Produzent: Chris Rea                                                                |
| 1989 | The Road to Hell                                          | DE3 ×3Dreifachgold · (38 Wo.)DE                                                                                                   | AT2 Platin · (26 Wo.)AT | CH6 Platin · (27 Wo.)CH | UK1 ×6Sechsfachplatin · (79 Wo.)UK                                                                                                | US107 (19 Wo.)US | Erstveröffentlichung: 2. Oktober 1989 Produzenten: Chris Rea, Jon Kelly                                                      |
| 1991 | Auberge                                                   | DE1 Platin · (48 Wo.)DE | AT5 Gold · (13 Wo.)AT | CH2 Platin · (22 Wo.)CH | UK1 ×2Doppelplatin · (37 Wo.)UK                                                                                                   | US176 (1 Wo.)US | Erstveröffentlichung: 22. Februar 1991 Produzenten: Jon Kelly                                                                |
| 1992 | God’s Great Banana Skin                                   | DE16 Gold · (17 Wo.)DE | AT26 Gold · (2 Wo.)AT | CH16 Gold · (12 Wo.)CH | UK4 Platin · (15 Wo.)UK | — | Erstveröffentlichung: Oktober 1992 Produzent: Chris Rea                                                                      |
| 1993 | Espresso Logic                                            | DE14 Gold · (20 Wo.)DE | AT16 (10 Wo.)AT | CH24 (11 Wo.)CH | UK8 Gold · (10 Wo.)UK | — | Erstveröffentlichung: 16. November 1993 Produzent: Chris Rea                                                                 |
| 1996 | La passione                                               | DE60 (7 Wo.)DE | AT44 (1 Wo.)AT | — | UK43 Silber · (6 Wo.)UK | — | Erstveröffentlichung: 8. November 1996 Soundtrack zu Chris Reas gleichnamigem Film Produzent: Chris Rea                      |
| 1998 | The Blue Cafe                                             | DE7 (23 Wo.)DE | AT20 (9 Wo.)AT | CH28 (9 Wo.)CH | UK10 Silber · (8 Wo.)UK | — | Erstveröffentlichung: Januar 1998 Produzent: Chris Rea                                                                       |
| 1999 | The Road to Hell Part 2                                   | DE16 (4 Wo.)DE | — | CH96 (1 Wo.)CH | UK54 Silber · (2 Wo.)UK | — | Erstveröffentlichung: 8. November 1999 Produzent: Kiadan K. Q. Quinn                                                         |
| 2000 | King of the Beach                                         | DE11 (8 Wo.)DE | AT13 (12 Wo.)AT | CH29 (6 Wo.)CH | UK26 (4 Wo.)UK | — | Erstveröffentlichung: 2. Oktober 2000 Produzent: Chris Rea                                                                   |
| 2002 | Stony Road auch bekannt als: Dancing Down the Stoney Road | DE11 (13 Wo.)DE | AT18 (5 Wo.)AT | CH28 (6 Wo.)CH | UK14 Gold · (9 Wo.)UK | — | Erstveröffentlichung: 30. September 2002 Produzent: Chris Rea                                                                |
| 2003 | Hofner Blue Notes                                         | — | — | — | — | — | Erstveröffentlichung: 28. Juli 2003 Produzent: Kiadan K.Q. Quinn                                                             |
| 2003 | Blue Street (Five Guitars)                                | — | — | — | UK179 (1 Wo.)UK | — | Erstveröffentlichung: 28. Juli 2003 Produzent: Kiadan K.Q. Quinn                                                             |
| 2004 | The Blue Jukebox                                          | DE30 (5 Wo.)DE | AT41 (4 Wo.)AT | CH49 (5 Wo.)CH | UK27 (5 Wo.)UK | — | Erstveröffentlichung: 29. März 2004 Produzent: Kiadan K. Q. Quinn                                                            |
| 2005 | Blue Guitars                                              | — | — | — | UK85 (1 Wo.)UK | — | Erstveröffentlichung: 14. Oktober 2005 inkl. Earbook-Bildband mit Gemälden von Chris Rea Produzenten: Chris Rea, Andy Wilman |
| 2008 | The Return of the Fabulous Hofner Bluenotes               | — | — | — | — | — | Erstveröffentlichung: 8. Februar 2008 auch als Earbook mit 3 CDs + 2 Vinyl-EPs Produzent: Chris Rea                          |
| 2011 | Santo Spirito Blues                                       | DE10 (4 Wo.)DE | AT30 (1 Wo.)AT | CH31 (3 Wo.)CH | UK13 (5 Wo.)UK | — | Erstveröffentlichung: 5. September 2011 Produzent: Chris Rea                                                                 |
| 2017 | Road Songs for Lovers                                     | DE19 (5 Wo.)DE | AT22 (2 Wo.)AT | CH18 (5 Wo.)CH | UK11 (2 Wo.)UK | — | Erstveröffentlichung: 29. September 2017 Produzent: Chris Rea                                                                |
| 2019 | One Fine Day                                              | — | — | — | — | — | Erstveröffentlichung: 18. Oktober 2019 Produzent: Chris Rea                                                                  |

grau schraffiert: keine Chartdaten aus diesem Jahr verfügbar

### Livealben
| Jahr | Titel                               | Höchstplatzierung, Gesamtwochen, AuszeichnungChartplatzierungen (Jahr, Titel, Platzierungen, Wochen, Auszeichnungen, Anmerkungen) | Höchstplatzierung, Gesamtwochen, AuszeichnungChartplatzierungen (Jahr, Titel, Platzierungen, Wochen, Auszeichnungen, Anmerkungen) | Höchstplatzierung, Gesamtwochen, AuszeichnungChartplatzierungen (Jahr, Titel, Platzierungen, Wochen, Auszeichnungen, Anmerkungen) | Höchstplatzierung, Gesamtwochen, AuszeichnungChartplatzierungen (Jahr, Titel, Platzierungen, Wochen, Auszeichnungen, Anmerkungen) | Höchstplatzierung, Gesamtwochen, AuszeichnungChartplatzierungen (Jahr, Titel, Platzierungen, Wochen, Auszeichnungen, Anmerkungen) | Anmerkungen                                                     |
| Jahr | Titel                               | DE | AT | CH | UK | US | Anmerkungen                                                     |
| ---- | ----------------------------------- | --- | --- | --- | --- | --- | --------------------------------------------------------------- |
| 2006 | The Road to Hell & Back Doppelalbum | DE18 (5 Wo.)DE | — | — | UK34 (3 Wo.)UK | — | Erstveröffentlichung: 6. Oktober 2006 Produzent: Simon Honywill |

### Kompilationen
| Jahr | Titel                                                     | Höchstplatzierung, Gesamtwochen, AuszeichnungChartplatzierungen (Jahr, Titel, Platzierungen, Wochen, Auszeichnungen, Anmerkungen) | Höchstplatzierung, Gesamtwochen, AuszeichnungChartplatzierungen (Jahr, Titel, Platzierungen, Wochen, Auszeichnungen, Anmerkungen) | Höchstplatzierung, Gesamtwochen, AuszeichnungChartplatzierungen (Jahr, Titel, Platzierungen, Wochen, Auszeichnungen, Anmerkungen) | Höchstplatzierung, Gesamtwochen, AuszeichnungChartplatzierungen (Jahr, Titel, Platzierungen, Wochen, Auszeichnungen, Anmerkungen) | Höchstplatzierung, Gesamtwochen, AuszeichnungChartplatzierungen (Jahr, Titel, Platzierungen, Wochen, Auszeichnungen, Anmerkungen) | Anmerkungen                                                              |
| Jahr | Titel                                                     | DE | AT | CH | UK | US | Anmerkungen                                                              |
| ---- | --------------------------------------------------------- | --- | --- | --- | --- | --- | ------------------------------------------------------------------------ |
| 1986 | Herzklopfen                                               | DE5 Gold · (19 Wo.)DE | — | — | — | — | Erstveröffentlichung: September 1986 nur in Deutschland erschienen       |
| 1988 | New Light Through Old Windows: The Best of Chris Rea      | DE9 Platin · (23 Wo.)DE | AT7 Gold · (37 Wo.)AT | CH24 Gold · (4 Wo.)CH | UK5 ×3Dreifachplatin · (56 Wo.)UK                                                                                                 | US92 (13 Wo.)US | Erstveröffentlichung: 17. Oktober 1988 Produzenten: Chris Rea, Jon Kelly |
| 1994 | The Best of Chris Rea                                     | DE4 Platin · (28 Wo.)DE | AT— PlatinAT | CH6 Platin · (17 Wo.)CH | UK3 Platin · (21 Wo.)UK | — | Erstveröffentlichung: 21. Oktober 1994                                   |
| 2001 | The Very Best Of                                          | DE60 (5 Wo.)DE | — | — | UK69 Gold · (2 Wo.)UK | — | Erstveröffentlichung: 23. November 2001 Verkäufe: + 3.000.000            |
| 2005 | Heartbeats: Greatest Hits                                 | — | — | CH54 (3 Wo.)CH | UK24 Silber · (6 Wo.)UK | — | Erstveröffentlichung: Juli 2005                                          |
| 2008 | Fool If You Think It’s Over: The Definitive Greatest Hits | DE98 (1 Wo.)DE | — | CH98 (1 Wo.)CH | — | — | Erstveröffentlichung: 26. September 2008                                 |
| 2009 | Still so Far to Go … The Best Of                          | DE37 (4 Wo.)DE | — | — | UK8 Gold · (7 Wo.)UK | — | Erstveröffentlichung: 9. Oktober 2009                                    |
| 2011 | The Journey 1978–2009                                     | — | — | — | UK66 Gold · (16 Wo.)UK | — | Erstveröffentlichung: 6. Oktober 2011                                    |

Weitere Kompilationen
- 1983: Kid Jensen Plays Chris Rea (Rea-Hits im DJ-Style)
- 1990: Ing... (Mini-Album nur in Japan erschienen)
- 1998: The Best of Chris Rea
- 2005: (Blue Guitars) Sampler
- 2006: The Platinum Collection (UK: Silber)
- 2007: (Blue Guitars) – A Collection of Songs (2 CDs)
- 2007: The Ultimate Collection 1978–2000 (Box mit 3 CDs)
- 2007: The Works: A 3 CD Retrospective (3 CDs)
- 2018: The Best

### EPs
| Jahr | Titel       | Höchstplatzierung, Gesamtwochen, AuszeichnungChartplatzierungen (Jahr, Titel, Platzierungen, Wochen, Auszeichnungen, Anmerkungen) | Höchstplatzierung, Gesamtwochen, AuszeichnungChartplatzierungen (Jahr, Titel, Platzierungen, Wochen, Auszeichnungen, Anmerkungen) | Höchstplatzierung, Gesamtwochen, AuszeichnungChartplatzierungen (Jahr, Titel, Platzierungen, Wochen, Auszeichnungen, Anmerkungen) | Höchstplatzierung, Gesamtwochen, AuszeichnungChartplatzierungen (Jahr, Titel, Platzierungen, Wochen, Auszeichnungen, Anmerkungen) | Höchstplatzierung, Gesamtwochen, AuszeichnungChartplatzierungen (Jahr, Titel, Platzierungen, Wochen, Auszeichnungen, Anmerkungen) | Anmerkungen                                         |
| Jahr | Titel       | DE | AT | CH | UK | US | Anmerkungen                                         |
| ---- | ----------- | --- | --- | --- | --- | --- | --------------------------------------------------- |
| 1991 | Winter Song | — | — | — | UK27 (4 Wo.)UK | — | Erstveröffentlichung: Oktober 1991 Autor: Chris Rea |

- 1984: Ace of Hearts
- 1985: Stainsby Girls
- 1986: It’s All Gone
- 1987: Snow

## Singles
| Jahr | Titel Album                                                       | Höchstplatzierung, Gesamtwochen, AuszeichnungChartplatzierungen (Jahr, Titel, Album, Platzierungen, Wochen, Auszeichnungen, Anmerkungen) | Höchstplatzierung, Gesamtwochen, AuszeichnungChartplatzierungen (Jahr, Titel, Album, Platzierungen, Wochen, Auszeichnungen, Anmerkungen) | Höchstplatzierung, Gesamtwochen, AuszeichnungChartplatzierungen (Jahr, Titel, Album, Platzierungen, Wochen, Auszeichnungen, Anmerkungen) | Höchstplatzierung, Gesamtwochen, AuszeichnungChartplatzierungen (Jahr, Titel, Album, Platzierungen, Wochen, Auszeichnungen, Anmerkungen) | Höchstplatzierung, Gesamtwochen, AuszeichnungChartplatzierungen (Jahr, Titel, Album, Platzierungen, Wochen, Auszeichnungen, Anmerkungen) | Anmerkungen |
| Jahr | Titel Album                                                       | DE | AT | CH | UK | US | Anmerkungen |
| ---- | ----------------------------------------------------------------- | --- | --- | --- | --- | --- | --- |
| 1978 | Fool (If You Think It’s Over) Whatever Happened to Benny Santini? | — | — | — | UK30 (7 Wo.)UK | US12 (15 Wo.)US | Erstveröffentlichung: 17. März 1978 Autor: Chris Rea |
| 1978 | Whatever Happened to Benny Santini?                               | — | — | — | — | US71 (4 Wo.)US | Erstveröffentlichung: 16. Juni 1978 Autor: Chris Rea |
| 1979 | Diamonds Deltics                                                  | — | — | — | UK44 (3 Wo.)UK | US44 (8 Wo.)US | Erstveröffentlichung: 23. März 1979 Autor: Chris Rea |
| 1982 | Loving You Chris Rea                                              | — | — | — | UK65 (3 Wo.)UK | US88 (3 Wo.)US | Erstveröffentlichung: 1. Februar 1982 Autor: Chris Rea |
| 1983 | Let It Loose Water Sign                                           | — | — | — | UK85 (4 Wo.)UK | — | Erstveröffentlichung: Februar 1983 Autor: Chris Rea |
| 1983 | I Can Hear Your Heartbeat Water Sign                              | — | — | — | UK60 (6 Wo.)UK | — | Erstveröffentlichung: April 1983 Autor: Chris Rea |
| 1984 | I Don’t Know What It Is but I Love It Wired to the Moon           | — | — | — | UK65 (4 Wo.)UK | — | Erstveröffentlichung: 28. Februar 1984 Autor: Chris Rea |
| 1984 | Touche d’amour Wired to the Moon                                  | DE46 (4 Wo.)DE | — | — | UK86 (2 Wo.)UK | — | Erstveröffentlichung: 3. Juli 1984 Autor: Chris Rea |
| 1984 | Ace of Hearts Wired to the Moon                                   | — | — | — | UK78 (8 Wo.)UK | — | Erstveröffentlichung: September 1984 Autor: Chris Rea |
| 1985 | Stainsby Girls Shamrock Diaries                                   | — | — | — | UK26 (12 Wo.)UK | — | Erstveröffentlichung: 18. März 1985 Autor: Chris Rea |
| 1985 | Josephine Shamrock Diaries                                        | DE31 (9 Wo.)DE | — | — | UK67 (3 Wo.)UK | — | Erstveröffentlichung: 12. Juni 1985 Autor: Chris Rea |
| 1986 | It’s All Gone On the Beach                                        | — | — | — | UK69 (4 Wo.)UK | — | Erstveröffentlichung: Februar 1986 Autor: Chris Rea |
| 1986 | On the Beach                                                      | — | — | — | UK57 (11 Wo.)UK | — | Erstveröffentlichung: 19. Mai 1986 Autor: Chris Rea |
| 1986 | Hello Friend On the Beach                                         | — | — | — | UK79 (6 Wo.)UK | — | Erstveröffentlichung: November 1986 Autor: Chris Rea |
| 1987 | Let’s Dance Dancing with Strangers                                | DE19 (14 Wo.)DE | — | CH22 (4 Wo.)CH | UK12 (10 Wo.)UK | US81 (5 Wo.)US | Erstveröffentlichung: 25. Mai 1987 Autor: Chris Rea |
| 1987 | Loving You Again Dancing with Strangers                           | DE43 (7 Wo.)DE | — | — | UK47 (4 Wo.)UK | — | Erstveröffentlichung: August 1987 Autor: Chris Rea |
| 1987 | Joys of Christmas Dancing with Strangers                          | — | — | — | UK67 (2 Wo.)UK | — | Erstveröffentlichung: November 1987 Autor: Chris Rea |
| 1988 | Que sera Dancing with Strangers                                   | DE71 (3 Wo.)DE | — | — | UK73 (4 Wo.)UK | — | Erstveröffentlichung: Januar 1988 Autor: Chris Rea |
| 1988 | On the Beach (Summer ’88) –                                       | — | — | — | UK12 (7 Wo.)UK | — | Erstveröffentlichung: Juli 1988 |
| 1988 | I Can Hear Your Heartbeat ’88 –                                   | — | — | — | UK74 (2 Wo.)UK | — | Erstveröffentlichung: Oktober 1988 |
| 1988 | Driving Home for Christmas New Light Through Old Windows          | DE3 (88 Wo.)DE | AT3 (66 Wo.)AT | CH10 (41 Wo.)CH | UK10 ×3Dreifachplatin · (85 Wo.)UK | — | Erstveröffentlichung: November 1988 Charteintritt in DE erstmals 2002, Charteintritt in AT erstmals 2008, Charteintritt in CH erstmals 2007, regelmäßig an Weihnachten platziert Autor: Chris Rea |
| 1989 | Working On It New Light Through Old Windows                       | — | — | — | UK53 (4 Wo.)UK | US73 (7 Wo.)US | Erstveröffentlichung: Januar 1989 Autor: Chris Rea |
| 1989 | The Road to Hell (Part 2) The Road to Hell                        | DE35 (21 Wo.)DE | AT6 (15 Wo.)AT | — | UK10 (9 Wo.)UK | — | Erstveröffentlichung: 2. Oktober 1989 Autor: Chris Rea |
| 1989 | That’s What They Always Say The Road to Hell                      | — | — | — | UK83 (4 Wo.)UK | — | Erstveröffentlichung: November 1989 Autor: Chris Rea |
| 1990 | Tell Me There’s a Heaven The Road to Hell                         | — | AT11 (9 Wo.)AT | — | UK24 (8 Wo.)UK | — | Erstveröffentlichung: 29. Januar 1990 Autor: Chris Rea |
| 1990 | Texas The Road to Hell                                            | — | — | — | UK69 (2 Wo.)UK | — | Erstveröffentlichung: April 1990 Autor: Chris Rea |
| 1991 | Auberge                                                           | DE20 (26 Wo.)DE | AT29 (2 Wo.)AT | — | UK16 (6 Wo.)UK | — | Erstveröffentlichung: Februar 1991 Autor: Chris Rea |
| 1991 | Heaven Auberge                                                    | DE94 (3 Wo.)DE | — | — | UK57 (2 Wo.)UK | — | Erstveröffentlichung: März 1991 Autor: Chris Rea |
| 1991 | Looking for the Summer Auberge                                    | DE51 (9 Wo.)DE | — | — | UK49 (3 Wo.)UK | — | Erstveröffentlichung: Juni 1991 Autor: Chris Rea |
| 1992 | Nothing to Fear God’s Great Banana Skin                           | — | — | CH38 (1 Wo.)CH | UK16 (4 Wo.)UK | — | Erstveröffentlichung: 12. Oktober 1992 Autor: Chris Rea |
| 1992 | God’s Great Banana Skin                                           | DE59 (6 Wo.)DE | — | — | UK31 (3 Wo.)UK | — | Erstveröffentlichung: November 1992 Autor: Chris Rea |
| 1993 | Soft Top Hard Shoulder God’s Great Banana Skin                    | DE54 (10 Wo.)DE | — | — | UK53 (2 Wo.)UK | — | Erstveröffentlichung: 18. Januar 1993 Autor: Chris Rea |
| 1993 | Julia Espresso Logic                                              | DE40 (25 Wo.)DE | — | — | UK18 (5 Wo.)UK | — | Erstveröffentlichung: 11. Oktober 1993 Autor: Chris Rea |
| 1994 | You Can Go Your Own Way The Best of Chris Rea                     | — | — | — | UK28 (3 Wo.)UK | — | Erstveröffentlichung: 31. Oktober 1994 Autor: Chris Rea |
| 1996 | ’Disco’ la passione La passione                                   | — | — | — | UK41 (2 Wo.)UK | — | Erstveröffentlichung: Oktober 1996 mit Shirley Bassey, Autor: Chris Rea |
| 1996 | Girl in a Sportscar La passione                                   | DE91 (1 Wo.)DE | — | — | UK77 (3 Wo.)UK | — | Erstveröffentlichung: November 1996 Autor: Chris Rea |
| 1997 | Let’s Dance Up the Boro! 20 Middlesbrough F. C. Classics          | — | — | — | UK44 (2 Wo.)UK | — | Erstveröffentlichung: Mai 1997 Middlesbrough FC feat. Bob Mortimer & Chris Rea |
| 1997 | The Blue Cafe                                                     | DE53 (9 Wo.)DE | — | — | — | — | Erstveröffentlichung: November 1997 Autor: Chris Rea |
| 1998 | Square Peg, Round Hole The Blue Cafe                              | — | — | — | UK80 (1 Wo.)UK | — | Erstveröffentlichung: Februar 1998 Autor: Chris Rea |
| 1998 | Thinking of You The Blue Cafe                                     | DE84 (8 Wo.)DE | — | — | — | — | Erstveröffentlichung: März 1998 Autor: Chris Rea |
| 1998 | Sweet Summer Day The Blue Cafe                                    | DE71 (9 Wo.)DE | — | — | — | — | Erstveröffentlichung: Juni 1998 Autor: Chris Rea |
| 2000 | All Summer Long King of the Beach                                 | — | — | — | UK78 (1 Wo.)UK | — | Erstveröffentlichung: September 2000 Autor: Chris Rea |

Weitere Singles
| - 1974: So Much Love - 1979: Raincoat and a Rose - 1979: Seabird - 1979: Don’t Want Your Best Friend - 1980: Tennis - 1980: Dancing Girls - 1980: Since I Don’t See You Anymore - 1982: Every Beat of My Heart - 1982: Goodbye Little Colombus - 1983: Love’s Strange Ways - 1984: Bombollini - 1986: Bitter Sweet - 1986: Gonna Buy That Hat - 1986: Giverny | - 1993: Too Much Pride (Neue Version) - 1994: Espresso Logic - 1994: Johnny Needs a Fast Car - 1997: Only to Fly - 1999: New Times Square - 2001: Who Do You Love - 2001: Your Love Is Setting Me Free (Watermen meets Chris Rea) - 2002: Dancing the Blues Away - 2002: A Clear Day (St. Swithun’s Day) (mit David Knopfler) - 2003: My Peace Will Come - 2004: Baby Don’t Cry - 2008: Presents: The Return of the Fabulous Hofner Bluenotes - 2009: Come so Far, Yet Still so Far to Go - 2011: The Chance of Love |

## Videoalben
| Jahr | Titel                                      | Höchstplatzierung, Gesamtwochen, AuszeichnungChartplatzierungen (Jahr, Titel, Platzierungen, Wochen, Auszeichnungen, Anmerkungen) | Höchstplatzierung, Gesamtwochen, AuszeichnungChartplatzierungen (Jahr, Titel, Platzierungen, Wochen, Auszeichnungen, Anmerkungen) | Höchstplatzierung, Gesamtwochen, AuszeichnungChartplatzierungen (Jahr, Titel, Platzierungen, Wochen, Auszeichnungen, Anmerkungen) | Höchstplatzierung, Gesamtwochen, AuszeichnungChartplatzierungen (Jahr, Titel, Platzierungen, Wochen, Auszeichnungen, Anmerkungen) | Höchstplatzierung, Gesamtwochen, AuszeichnungChartplatzierungen (Jahr, Titel, Platzierungen, Wochen, Auszeichnungen, Anmerkungen) | Anmerkungen                           |
| Jahr | Titel                                      | DE | AT | CH | UK | US | Anmerkungen                           |
| ---- | ------------------------------------------ | --- | --- | --- | --- | --- | ------------------------------------- |
| 2002 | Stony Road: Original Version               | — | — | — | UK11 (3 Wo.)UK | — | Erstveröffentlichung: 2002 Doppel-DVD |
| 2006 | The Road to Hell & Back: The Farewell Tour | — | — | — | UK8 (3 Wo.)UK | — | Erstveröffentlichung: 2006            |

Weitere Videoalben
- 2008: Stony Road: Diamond Edition

## Boxsets
- 2010: Original Album Series (Box mit 5 CDs)
- 2013: The Triple Album Collection (Box mit 3 CDs)

## Statistik

### Chartauswertung
|                     | DE     | AT     | CH     | UK     | US    |
| ------------------- | ------ | ------ | ------ | ------ | ----- |
| Nummer-eins-Alben   | DE2DE  | AT—AT  | CH—CH  | UK2UK  | US—US |
| Top-10-Alben        | DE9DE  | AT3AT  | CH5CH  | UK9UK  | US—US |
| Alben in den Charts | DE23DE | AT13AT | CH17CH | UK27UK | US4US |

|                       | DE     | AT    | CH    | UK     | US    |
| --------------------- | ------ | ----- | ----- | ------ | ----- |
| Nummer-eins-Singles   | DE—DE  | AT—AT | CH—CH | UK—UK  | US—US |
| Top-10-Singles        | DE1DE  | AT2AT | CH1CH | UK2UK  | US—US |
| Singles in den Charts | DE17DE | AT4AT | CH3CH | UK39UK | US6US |

|                          | DE    | AT    | CH    | UK    | US    |
| ------------------------ | ----- | ----- | ----- | ----- | ----- |
| Nummer-eins-Videoalben   | DE—DE | AT—AT | CH—CH | UK—UK | US—US |
| Top-10-Videoalben        | DE—DE | AT—AT | CH—CH | UK1UK | US—US |
| Videoalben in den Charts | DE—DE | AT—AT | CH—CH | UK2UK | US—US |

### Auszeichnungen für Musikverkäufe
| Silberne Schallplatte - Europa (Impala) - 2010: für das Album Fool If You Think It’s Over: The Definitive Greatest Hits Goldene Schallplatte - Belgien - 1998: für das Album The Blue Cafe - Dänemark - 2013: für das Streaming Driving Home for Christmas - Europa - 1993: für das Album God’s Great Banana Skin - 1994: für das Album Espresso Logic - Finnland - 1990: für das Album The Road to Hell - 1991: für das Album Auberge - 1995: für das Album The Best of Chris Rea - 1998: für das Album The Blue Cafe - Frankreich - 1988: für das Album New Light Through Old Windows: The Best of Chris Rea - 1995: für das Album On the Beach - 1996: für das Album Dancing with Strangers - Kanada - 1991: für das Album The Road to Hell - Neuseeland - 1987: für das Album Dancing with Strangers - 2006: für das Album Heartbeats: Greatest Hits - Niederlande - 1986: für das Album On the Beach - 1986: für das Album Shamrock Diaries - 1991: für das Album Auberge - Polen - 1997: für das Album The Best of Chris Rea - 1998: für das Album The Blue Cafe - 2011: für das Album Santo Spirito Blues - Portugal - 2022: für die Single Driving Home for Christmas - Schweden - 1995: für das Album The Best of Chris Rea | 2× Goldene Schallplatte - Frankreich - 1992: für das Album Auberge - 1996: für das Album The Best of Chris Rea Platin-Schallplatte - Belgien - 2008: für das Album The Very Best Of - Europa (IFPI) - 1992: für das Album Auberge - 1996: für das Album The Best of Chris Rea - Frankreich - 1991: für das Album The Road to Hell - Neuseeland - 1986: für das Album On the Beach - 2023: für die Single Driving Home for Christmas 2× Platin-Schallplatte - Neuseeland - 1989: für das Album New Light Through Old Windows: The Best of Chris Rea 3× Platin-Schallplatte - Europa (IFPI) - 2014: für das Album The Very Best Of 4× Platin-Schallplatte - Dänemark - 2024: für die Single Driving Home for Christmas |

Anmerkung: Auszeichnungen in Ländern aus den Charttabellen bzw. Chartboxen sind in ebendiesen zu finden.
| Land/RegionAuszeichnungen für Musikverkäufe (Land/Region, Auszeichnungen, Verkäufe, Quellen) | Silber     | Gold       | Platin       | Verkäufe    | Quellen                   |
| -------------------------------------------------------------------------------------------- | ---------- | ---------- | ------------ | ----------- | ------------------------- |
| Belgien (BRMA)                                                                               | —          | Gold1      | Platin1      | 75.000      | ultratop.be               |
| Dänemark (IFPI)                                                                              | —          | Gold1      | 4× Platin4   | 360.000     | ifpi.dk                   |
| Deutschland (BVMI)                                                                           | —          | 7× Gold7   | 4× Platin4   | 3.750.000   | musikindustrie.de         |
| Europa (IFPI)                                                                                | —          | 2× Gold2   | 5× Platin5   | (6.000.000) | ifpi.org EU2              |
| Europa (Impala)                                                                              | Silber1    | —          | —            | (30.000)    | Einzelnachweise           |
| Finnland (IFPI)                                                                              | —          | 4× Gold4   | —            | 137.132     | ifpi.fi                   |
| Frankreich (SNEP)                                                                            | —          | 7× Gold7   | Platin1      | 1.000.000   | infodisc.fr               |
| Kanada (MC)                                                                                  | —          | Gold1      | —            | 50.000      | musiccanada.com           |
| Neuseeland (RMNZ)                                                                            | —          | 2× Gold2   | 4× Platin4   | 107.500     | aotearoamusiccharts.co.nz |
| Niederlande (NVPI)                                                                           | —          | 3× Gold3   | —            | 150.000     | nvpi.nl                   |
| Österreich (IFPI)                                                                            | —          | 3× Gold3   | 2× Platin2   | 175.000     | ifpi.at                   |
| Polen (ZPAV)                                                                                 | —          | 3× Gold3   | —            | 110.000     | olis.pl                   |
| Portugal (AFP)                                                                               | —          | Gold1      | —            | 5.000       | Einzelnachweise           |
| Schweden (IFPI)                                                                              | —          | Gold1      | —            | 50.000      | sverigetopplistan.se      |
| Schweiz (IFPI)                                                                               | —          | 2× Gold2   | 3× Platin3   | 200.000     | hitparade.ch              |
| Vereinigte Staaten (RIAA)                                                                    | —          | Gold1      | —            | 500.000     | riaa.com                  |
| Vereinigtes Königreich (BPI)                                                                 | 6× Silber6 | 5× Gold5   | 18× Platin18 | 7.160.000   | bpi.co.uk                 |
| Insgesamt                                                                                    | 7× Silber7 | 44× Gold44 | 42× Platin42 |             |                           |